# After all these years
After all these years is het debuutalbum van Mon Amour. Het album verscheen op 13 maart 2009. Meteen de week daarna, op 21 maart, kwam het album binnen op nummer 17 in de Album Top 100 wat voor het debuutalbum de hoogst bereikte positie is.
De debuutsingle Let's forgive and forget bereikte in de Single Top 100 een 36e positie.

## Inhoud
1. "Let's forgive and forget"
2. "Why Did You Leave With No Goodbye"
3. "Hêlêne"
4. "Fame And Fortune"
5. "Blue"
6. "Head Over Heels In Love"
7. "My Senses On Fire"
8. "Oh Je T'Aime, Oui Je T'Aime"
9. "Will You Stay By Me"
10. "Kite Runner Run"
11. "After All These Years"
12. "Children Of The Street"

## Hitnotering

### NederlandseAlbum Top 100
| Hitnotering: (Week 1 t/m 6) 21-03-2009 t/m 25-04-2009 Hitnotering: (Week 7) 23-05-2009 | Hitnotering: (Week 1 t/m 6) 21-03-2009 t/m 25-04-2009 Hitnotering: (Week 7) 23-05-2009 | Hitnotering: (Week 1 t/m 6) 21-03-2009 t/m 25-04-2009 Hitnotering: (Week 7) 23-05-2009 | Hitnotering: (Week 1 t/m 6) 21-03-2009 t/m 25-04-2009 Hitnotering: (Week 7) 23-05-2009 | Hitnotering: (Week 1 t/m 6) 21-03-2009 t/m 25-04-2009 Hitnotering: (Week 7) 23-05-2009 | Hitnotering: (Week 1 t/m 6) 21-03-2009 t/m 25-04-2009 Hitnotering: (Week 7) 23-05-2009 | Hitnotering: (Week 1 t/m 6) 21-03-2009 t/m 25-04-2009 Hitnotering: (Week 7) 23-05-2009 | Hitnotering: (Week 1 t/m 6) 21-03-2009 t/m 25-04-2009 Hitnotering: (Week 7) 23-05-2009 | Hitnotering: (Week 1 t/m 6) 21-03-2009 t/m 25-04-2009 Hitnotering: (Week 7) 23-05-2009 | Hitnotering: (Week 1 t/m 6) 21-03-2009 t/m 25-04-2009 Hitnotering: (Week 7) 23-05-2009 |
| Week                                                                                   | 01                                                                                     | 02                                                                                     | 03                                                                                     | 04                                                                                     | 05                                                                                     | 06                                                                                     |                                                                                        | 07                                                                                     |                                                                                        |
| -------------------------------------------------------------------------------------- | -------------------------------------------------------------------------------------- | -------------------------------------------------------------------------------------- | -------------------------------------------------------------------------------------- | -------------------------------------------------------------------------------------- | -------------------------------------------------------------------------------------- | -------------------------------------------------------------------------------------- | -------------------------------------------------------------------------------------- | -------------------------------------------------------------------------------------- | -------------------------------------------------------------------------------------- |
| Nummer                                                                                 | 17                                                                                     | 49                                                                                     | 54                                                                                     | 63                                                                                     | 87                                                                                     | 86                                                                                     | uit                                                                                    | 73                                                                                     | uit                                                                                    |